# Teuillac
Teuillac (okzitanisch: gleichlautend) ist eine französische Gemeinde mit 882 Einwohnern (Stand: 1. Januar 2022) im Département Gironde in der Region Aquitanien. Sie gehört zum Arrondissement Blaye und zum Kanton L’Estuaire. Die Einwohner werden Teuillacais genannt.

## Lage
Die Gemeinde Teuillac liegt sieben Kilometer nordöstlich des Ästuars der Gironde und etwa 28 Kilometer nördlich von Bordeaux in der historischen Provinz Angoumois in der Kulturlandschaft der Charente. Umgeben wird Teuillac von den Nachbargemeinden Berson im Norden und Nordwesten, Saint-Christoly-de-Blaye im Nordosten, Saint-Vivien-de-Blaye im Osten, Pugnac im Südosten, Mombrier im Süden sowie Saint-Trojan im Westen.

## Bevölkerungsentwicklung
| Jahr                       | 1962 | 1968 | 1975 | 1982 | 1990 | 1999 | 2007 | 2020 |
| Einwohner                  | 495  | 480  | 485  | 705  | 689  | 665  | 716  | 877  |
| Quellen: Cassini und INSEE |      |      |      |      |      |      |      |      |

## Sehenswürdigkeiten
- romanische Kirche Saint-Pierre aus dem 15. Jahrhundert, Interieur ist seit 1971 Monument historique
- Schloss Launay

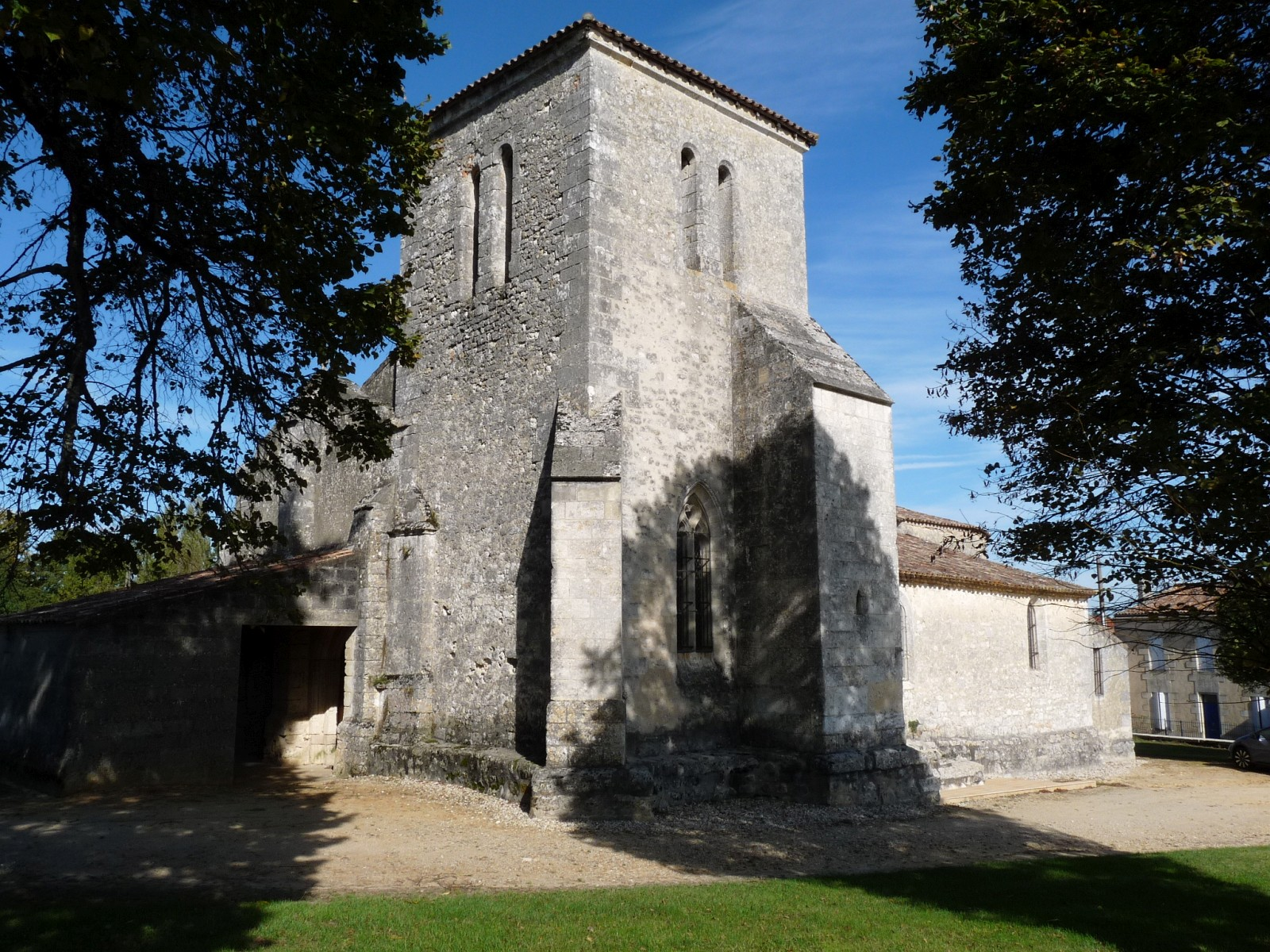
Kirche Saint-Pierre
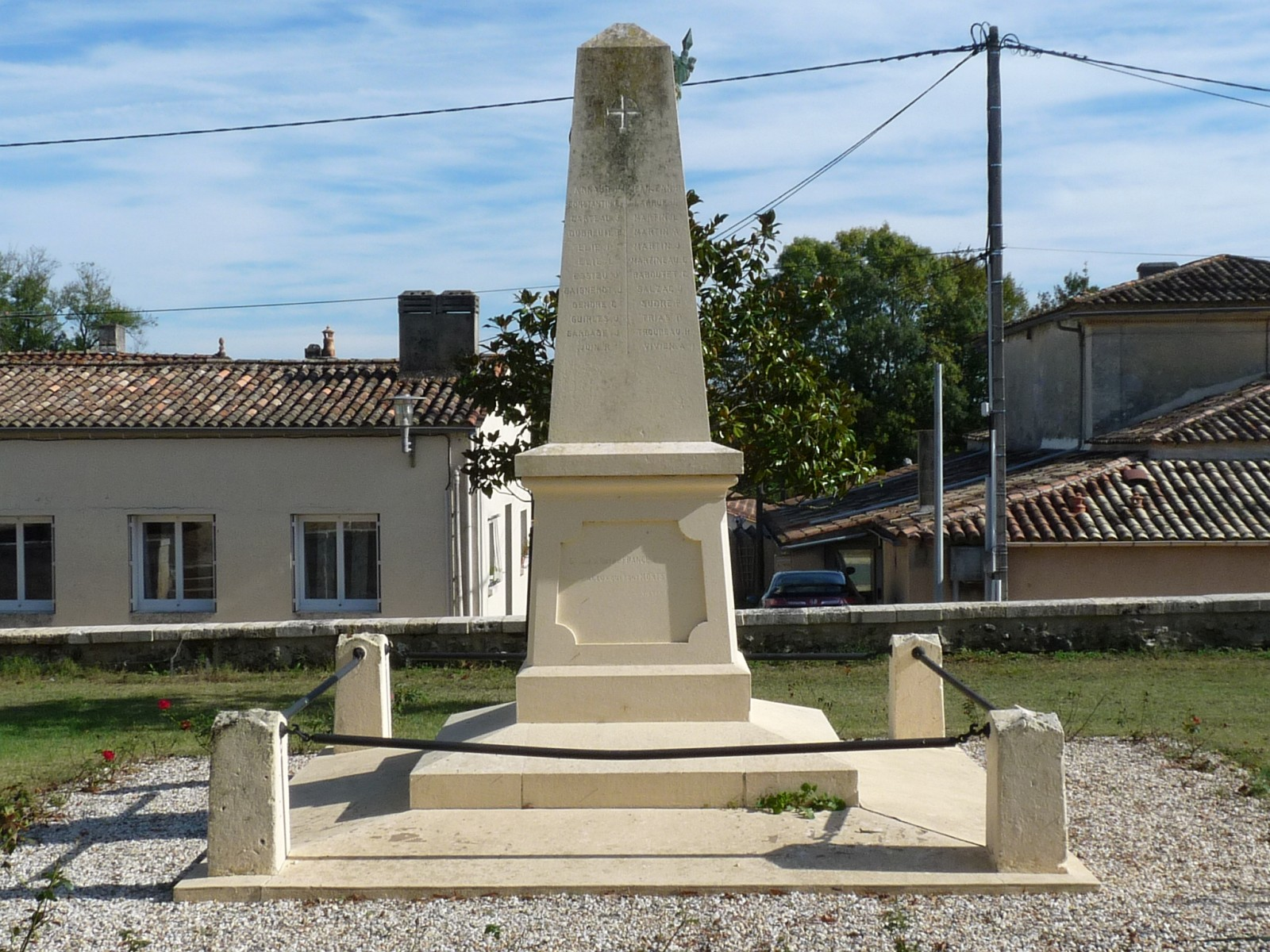
Gefallenendenkmal